# Автошлях Т 2551
Автошля́х Т 2551 — автомобільний шлях територіального значення у Чернігівській області. Пролягає територією Ніжинського району від Заньок до перетину з E101. Загальна довжина — 6 км.

## Маршрут
Автошлях проходить через такі населені пункти:
| Автошлях Т 2551      |         |
| Чернігівська область |         |
| Ніжинський район     |         |
| Заньки               |         |
|                      | E101М02 |